# Остров, Ян Петрович
Ян Петрович Остров (24 сентября 1896 — 7 сентября 1966 года) — латвийский советский революционный, партийный и государственный деятель, заместитель председателя Совета министров Латвийской ССР, министр иностранных дел Латвийской ССР, министр культуры Латвийской ССР. Депутат Верховного Совета СССР 3-го и 4-го созывов.

## Биография
Родился в семье крестьянина. Окончил волостную (сельскую) школу и экстерном сдал экзамены за 5 классов реального училища. Работал в сельском хозяйстве своего отца. В 1915 году был призван на военную службу. В 1915—1917 годах — солдат российской армии. Участник Первой мировой войны.
В марте 1917 года стал членом РСДРП(б).
В 1917 году — председатель ротного солдатского комитета и член полкового комитета Латвийского стрелкового полка. После октябрьского переворота 1917 года — на партийной работе в Галгауской и Мадонской волостях, один из основателей отрядов Красной гвардии.
В 1918 году арестован немецкими войсками и до января 1919 года отбывал наказание в концентрационном лагере. До мая 1919 года находился на партийной работе в Леясциемской волости, потом был в партизанском отряде. В конце 1919 года добровольно вступил в Красную армию. Участник гражданской войны.
Окончил Коммунистический университет народов Запада в Москве. После окончания университета учился в аспирантуре. Затем несколько лет преподавал в Коммунистическом университете, заведовал его аспирантурой.
До 1941 года преподавал в высших учебных заведениях Узбекской ССР. В 1941 году вернулся в Латвию и был назначен ректором Елгавской сельскохозяйственной академии.
С июня 1941 по 1944 год — в эвакуации, работал в Среднеазиатском государственном университете в Ташкенте.
В 1944 году вновь вернулся в Латвию. Входил в ЦК КП Латвии, позже в Рижском комитете партии. С 1947 по 1966 год — в правительстве Латвийской ССР. Заместитель председателя Совета министров, министр иностранных дел Латвийской ССР (1950—1959), министр культуры (1953—1958).

## Награды
- орден Ленина
- орден Трудового Красного Знамени (23.11.1956)
- орден Красной Звезды
- медали